# Оганян Сейран Мушегович
Сейра́н Муше́гович Оганя́н (вірм. Սեյրան Մուշեղի Օհանյան, нар. 1 липня 1962 р. в м. Шуші, НКАО) — військовий діяч Республіки Вірменія та Нагірно-Карабаської Республіки, чинний міністр Оборони Республіки Вірменія. У 2007-2008 рр. займав посаду начальника ГШ ЗС Вірменії, а з серпня 1999 р. по квітень 2007 р. був Міністром оборони Нагірно-Карабаської Республіки.